# Ex parte Crow Dog
Ex parte Crow Dog, 109 U.S. 556 (1883), é uma decisão da Suprema Corte dos Estados Unidos que seguiu-se à morte de um membro da tribo de nativos americanos pelas mãos de outro, em uma terra de reserva indígena.[fn 1] Crow Dog era um membro da banda Brulé do Dakota Sioux. Em 5 de agosto de 1881, ele atirou e matou Spotted Tail, um chefe Dakota; há diferentes versões da história de fundo do assassinato.
O conselho tribal lidou com o incidente de acordo com a tradição Sioux, e então Crow Dog pagou uma restituição à família do homem morto. Entretanto, autoridades dos EUA processaram Crow Dog por assassinato, em uma corte federal. Ele foi declarado culpado, e sentenciado ao enforcamento. A Suprema Corte segurou isto, a menos que autorizado pelo Congresso, pois cortes federais não tinham jurisdição para decidir casos onde a ofensa já tivesse sido decidida por um conselho tribal. Por isso, Crow Dog foi libertado.

## Assassinato do Spotted Tail

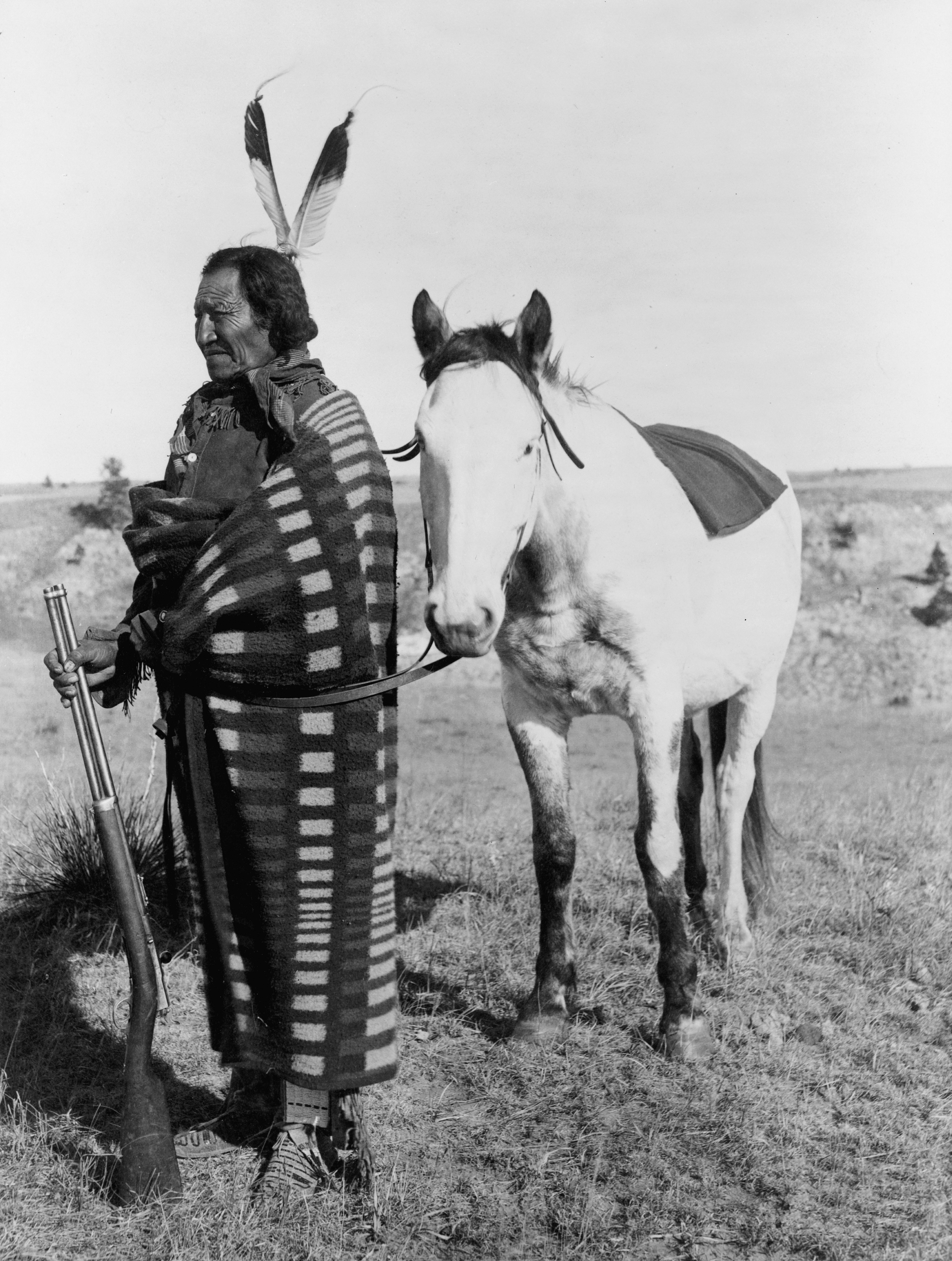
O atirador, Chefe Crow Dog (Kangi Sunká).

Em 5 de agosto de 1881, Crow Dog atirou e matou Spotted Tail,[fn 6] que era tiro do chefe de guerra Crazy Horse, um Oglala Dakota.  Spotted Tail não havia sido selecionado como chefe pela tribo, mas apontado pelo General George Crook em 1876, o quê o queimou na visão de muitos da tribo. Spotted Tail era visto como um acomodacionista, e o Bureau of Indian Affairs (BIA) referia-se por ele como o "chefe da grande paz". Ele também supervisionava a polícia tribal de aproximadamente 300 homens. Em contraste, Crow Dog era um tradicionalista, e, apesar de ter sido capitão na polícia tribal, ele foi demitido pelo Spotted Tail em algum momento após 4 de julho de 1881, num confronto em que Crow Dog apontou um rifle para o Spotted Tail.

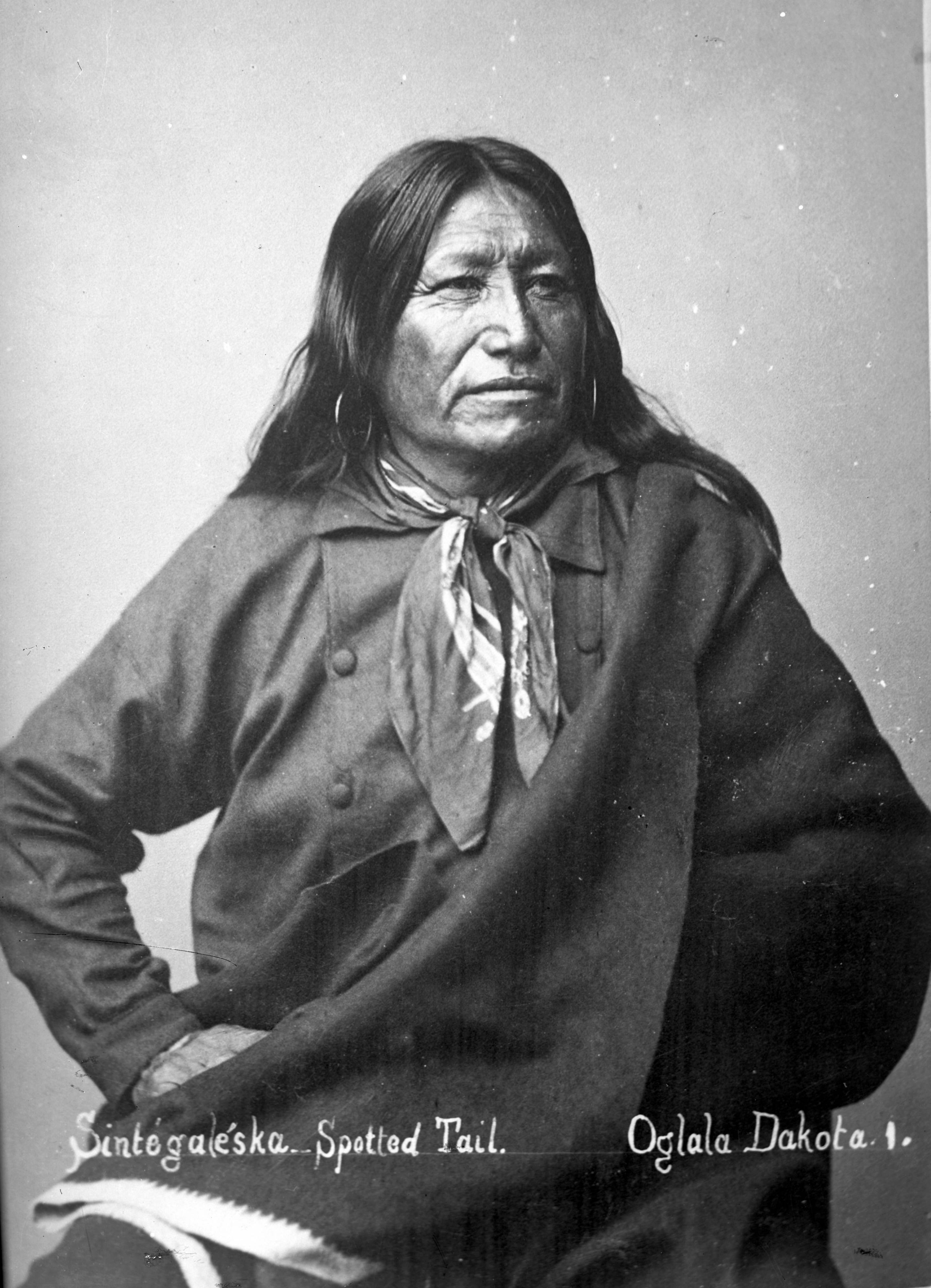
A vítima, Chefe Spotted Tail (Siŋté Glešká).